# Nic Sampson
Nic Sampson (18 de noviembre de 1986) es un actor neozelandés, más conocido por haber interpretado a Thorn Chip en la serie Power Rangers Mystic Force y por haber prestado su voz para el personaje del Caballero Centinela en la serie Power Rangers Operation Overdrive.

## Carrera
Nic era una celebridad local entre las colegialas de Wellington para su banda comedia "Moisés 'n' Guns" (llamado así por el director de su antigua escuela). 

## Filmografía

### Series de televisión
- Power Rangers Mystic Force (2006) Series de TV .... 'Chip' Charlie Thorn / Ranger Místico Amarillo / Guerrero Legendario Amarillo
- Power Rangers Operation Overdrive (2007) Series de TV .... Caballero Centinela (voz)
- Power Rangers Jungle Fury (2008) Series de TV .... Whiricane (voz)
- Power Rangers Super Megaforce (2014) Series de TV .... Skatana (voz)

### Cine
- El Camino del Guerrero (2009) .... Doguillo